# Хоутон-холл
Хоутон-холл (англ. Houghton Hall) — расположенная в Норфолке резиденция первого британского премьер-министра, Роберта Уолпола, строившаяся для него в 1721—1735 годах ведущими архитекторами английского палладианства того времени — Колином Кэмпбеллом (общий проект), Джеймсом Гиббсом (купола) и Уильямом Кентом (интерьеры).
Интерьеры Хоутон-холла по роскоши отделки соперничали с Бленхеймским дворцом герцога Мальборо и хранили одну из лучших картинных галерей Англии. После смерти Роберта Уолпола, его внук решил продать коллекцию картин. В 1779 году российская императрица Екатерина II через русского посланника в Лондоне графа А. С. Мусина-Пушкина приобрела коллекцию картин для Императорского Эрмитажа в Санкт-Петербурге.
В настоящее время Хоутон-холл находится в собственности маркиза Чамли. Его хобби состоит в коллекционировании оловянных солдатиков и батальной живописи. Сегодня это собрание открыто для всеобщего обозрения. Маркиз Чамли также владеет другим поместьем, замком Чамли в графстве Чешир, который окружён знаменитыми регулярными садами и парком.